# Bedrifelek Kadınefendi
Bedrifelek Kadınefendi (4. ledna 1851 – 6. února 1930) byla konkubína osmanského sultána Abdulhamida II.

## Život
Bedrifelek se narodila jako členka dynastie Karzeg v lednu 1851 v Poti, kde Gruzie spadala pod Osmanskou říši. Její otec byl princ Mehmed Bey Karzeg a její matka princezna Faruhan Hanim Inal-Ipa. Její otec se hlásil ke kmeni Natukhai a její matka byla Čerkeska. Její rodné jméno není známo. Byla neteří Şayeste Hanım, manželky sultána Abdulmecida I. Měla čtyři sestry Bezmigül Dilber, Şazıdil, Nevrestan a Melekistan a bratra Kazima. Měla modré oči a blonďaté vlasy.
V roce 1864, během etnické čistky Čerkesů, společně s rodinou emigrovala z Kavkazu do Istanbulu, kde byla darována do harému osmanského sultána. V listopadu 1868 se provdala za prince Abdulhamida, který se později stal sultánem. Zastávala pozici třetí nejvýše postavené ženy. Později postoupila na druhou nejvýše postavenou ženu, když se s Abdulhamidem rozvedla jeho dřívější žena Safinaz. Když zemřela sultánova první žena Nazikeda, stala se nejvyšší ženou.
Po sesazení Abdulhamida z trůnu v roce 1909 se společně s ním a jejich synem, princem Mehmedem Selimem, usadila v paláci Serencebey, kde Abdulhamid v roce 1918 zemřel. Když se v roce 1924 z Osmanského chálífátu stala Turecká republika, odešla se synem do exilu do Nice ve Francii. Na rozdíl od ostatních členů sultánské rodiny nebyla Bedrifelek vyhoštěna a nakonec zůstala v Turecku. Zemřela v únoru 1930 a byla pohřbena na hřbitově Yahyi Efendiho.

## Potomstvo
Spolu s Abdulhamidem měla tři děti:
- Şehzade Mehmed Selim (11. ledna 1870 – 4. května 1937)
- Zekiye Sultan (21. ledna 1872 – 13. července 1950)
- Şehzade Ahmed Nuri (11. ledna 1878 – srpen 1944)